# 미국 국립 허리케인 센터

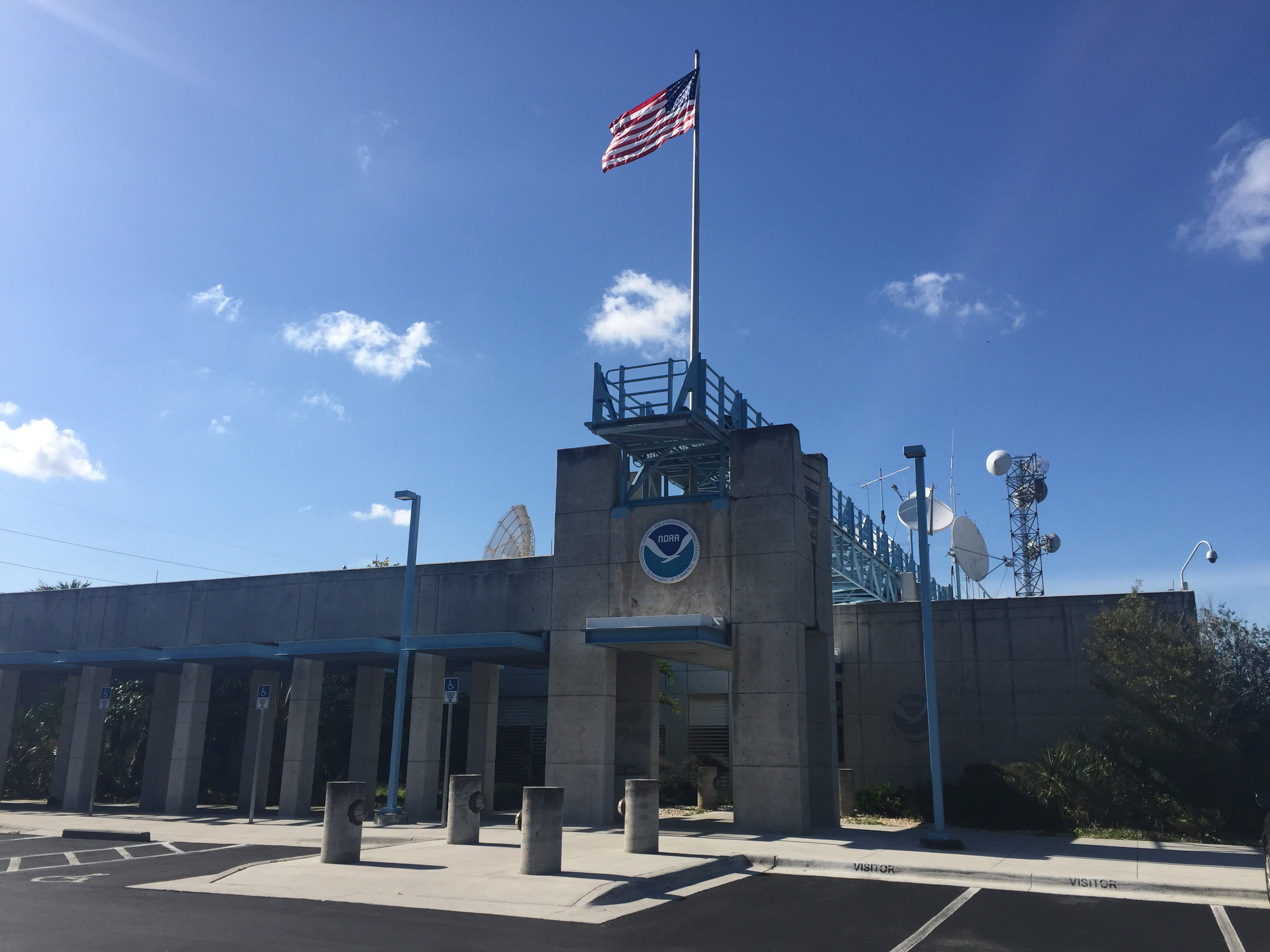
미국 국립 허리케인 센터

국립 허리케인 센터(National Hurricane Center, NHC)는 미국 플로리다주 마이애미에 있으며, 미국 해양대기청(NOAA)의 열대 예보 센터(Tropical Prediction Center)에 소속된 기관이다. 대서양과 북동 태평양에서 발생하는 허리케인 등 열대저기압의 활동을 주시하고, 위 지역에서 발생하는 열대저기압에 대한 예보를 하는 역할을 한다.
36시간 내에 육지에 허리케인 등의 열대저기압이 상륙할 것으로 예상될 때, 미국 국립 허리케인 센터는 피해가 예상되는 지역에 기상 특보를 발표한다. 미국 국립 허리케인 센터가 미국 해양대기청에 소속되어 있지만, 세계기상기구는 미국 국립 허리케인 센터를 대서양과 북동태평양의 지역특별기상센터로 지정하였기 때문에 열대저기압이 미국에 상륙하지 않아도 대서양과 북동태평양에서 발생하는 모든 열대저기압의 활동을 주시하고, 이에 따른 예보를 해야한다.

## 허리케인 전문가 목록

### 현재 허리케인 전문가

#### 수석 허리케인 전문가
- 릭시온 아빌라 (1987년 ~ )
- 잭 비벤 (1999년 ~ )
- 제임스 프랭클린 (1999년 ~ )
- 리처드 내브 (2005년 ~ )
- 리처드 파시 (1989년 ~ )
- 스테이시 스튜워트 (1999년 ~ )

#### 허리케인 전문가
- 라비 버그 (2008년 ~ )
- 에릭 블레이크 (2006년 ~ )
- 댄 브라운 (2006년 ~ )
- 재이미 롬 (2006년 ~ )

### 역대 허리케인 센터장 목록
- 고르든 던 (1965년 ~ 1967년)
- 로버트 심프슨 (1967년 ~ 1973년)
  - 로버트 심프슨은 사피어와 사피어-심프슨 허리케인 등급을 만들었다.
- 닐 프랭크 (1973년 ~ 1987년)
- 봅 싯츠 (1987년 ~ 1995년)
- 봅 버피 (1995년 ~ 1997년)
- 제리 제럴 (1998년 ~ 2000년)
- 맥스 메이필드 (2000년 ~ 2007년)
- 빌 프로엔자 (2007년 1월 4일 ~ 2007년 7월 9일)[1]
- 에드워드 라파포트 (2007년 7월 10일 ~ 2008년)
- 빌 리드 (2008년 ~ 2012년)
- 리처드 내브 (2012년 ~ 현재)

## 같이 보기
- 오스트레일리아 기상청
- 일본 기상청
- 미국 합동태풍경보센터